# Miss Rio de Janeiro 2015
Miss Rio de Janeiro 2015 foi a 60ª edição do tradicional concurso de beleza feminino de Miss Rio de Janeiro, válido para a disputa de Miss Brasil 2015, único caminho para o Miss Universo. O concurso foi coordenado pela empresária Susana Cardoso e ocorreu na Cidade do Samba, na capital do Estado com a presença de dezoito (18) candidatas  de distintos municípios do Rio. A detentora do título no ano anterior, Hosana Elliot, coroou a sucessora no final do evento, sendo esta a represente de Armação dos Búzios, Nathalia Pinheiro Felipe Martins (também conhecida como Nathalia Kaur).

## Resultados

### Colocações
| Posição               | Município e Candidata |
| --------------------- | --- |
| Vencedora             | - Armação dos Búzios - Nathália Pinheiro |
| 2º. Lugar             | - Volta Redonda - Isadora Meira |
| 3º. Lugar             | - Petrópolis - Flávia Santozy |
| 4º. Lugar             | - Magé - Vitória Eymael |
| 5º. Lugar             | - Niterói - Rhaina Rodovalho |
| 6º. Lugar             | - Cabo Frio - Dani Barreto |
| Top 12 Semifinalistas | - Campos dos Goytacazes - Laura Neves - Itaboraí - Beatriz Magdallena - Maricá - Maiby Antunes - Nova Iguaçu - Adriana Yanca - Rio de Janeiro - Bruna Carvalho - São João de Meriti - Juliana Schultz |

### Prêmios Especiais
Foram distribuídos os seguintes prêmios este ano:
| Posição        | Município e Candidata         |
| -------------- | ----------------------------- |
| Miss Simpatia  | - São Gonçalo - Priscila Leal |
| Miss Fotogenia | - Paraty - Beatriz Fernandes  |
| Miss Talento   | - Queimados - Larissa Filbert |

### Ordem dos anúncios
| 1. São João de Meriti 2. Itaboraí 3. Maricá 4. Campos dos Goytacazes 5. Volta Redonda 6. Armação de Búzios 7. Rio de Janeiro 8. Niterói 9. Cabo Frio 10. Petrópolis 11. Nova Iguaçu 12. Magé | 1. Magé 2. Volta Redonda 3. Armação dos Búzios 4. Petrópolis 5. Niterói 6. Cabo Frio |  |  |

## Jurados
Ajudaram a eleger a campeã:

### Final
| 1. Sérgio Brum, empresário; 2. Dr. Francisco Eugênio, advogado; 3. Renato Cozzolino, deputado estadual; 4. Agatha Abrahão, diretora da "Stella Barros Turismo"; 5. José Antônio Rodrigues, diretor da "Cia Plumas & Paetês". 6. Gabriela Cavalcante, diretora da "London The Number 1"; 7. Fernanda Louback, Miss Rio de Janeiro 2003; 8. Alessandra Miranda, diretora da "AM Shoes"; 9. Nilo Sérgio Felix, secretário do Estado; 10. Eliane Thompson, Miss Brasil 1970; 11. Dr. Marco D'andrea, médico; |

## Candidatas
Disputaram o título este ano:
| - Angra dos Reis - Paola Dunkler - Armação dos Búzios - Nathália Pinheiro - Belford Roxo - Nathália Reis - Cabo Frio - Dani Barreto - Campos dos Goytacazes - Laura Neves - Itaboraí - Beatriz Magdallena | - Magé - Vitória Eymael - Maricá - Maiby Antunes - Niterói - Rhaina Rodovalho - Nova Iguaçu - Adriana Yanca - Paraty - Beatriz Fernandes - Petrópolis - Flávia Santozy | - Queimados - Larissa Filbert - Resende - Luana Alvarenga - Rio de Janeiro - Bruna Carvalho - São Gonçalo - Priscila Leal - São João de Meriti - Juliana Schultz - Volta Redonda - Isadora Meira |

## Candidatas em outros concursos
| Miss Mundo Brasil - 2015: Búzios - Nathália Pinheiro (Top 10) - (Representando o Estado do Espírito Santo) Miss Rio de Janeiro - 2011: Volta Redonda - Isadora Meira - (Representando o município de Volta Redonda) - 2013: São João de Meriti - Juliana Schulz (Top 10) - (Representando o município de São João de Meriti) Miss Rio de Janeiro Unificado - 2013: Angra dos Reis - Paola Dunkler (Vencedora) - (Representando o município do Rio de Janeiro) Miss Rio de Janeiro Latina - 2014: Angra dos Reis - Paola Dunkler (Top 10) - (Representando o município do Cantagalo) | Miss Brasil Global Teen - 2013: Magé - Vitória Eymael (Vencedora) - (Representando o Estado do Rio de Janeiro) Miss Brasil Juvenil - 2013: Belford Roxo - Nathália Reis (Vencedora) - (Representando o Estado do Rio de Janeiro) Rainha Rio 450 - 2014: Itaboraí - Beatriz Magdallena - (Representando o Complexo do Alemão) - 2014: Nova Iguaçu - Adriana Yanca - (Representando o Bangu) - 2014: São João de Meriti - Juliana Schultz - (Representando a Tijuca) |